# أغنيس مارشال
كانت أغنيس بيرثا مارشال (منذ 24 أغسطس 1852 حتى 29 يوليو 1905) رائدة أعمال طهي إنجليزية ومخترعة وطاهية مشهورة. كانت مارشال سيدة أعمال بارزة بشكل غير عادي وقتها، وكانت معروفة بشكل خاص بعملها في الآيس كريم والحلويات المجمدة الأخرى، مما أكسبها لقب «ملكة المثلجات» في إنجلترا الفيكتورية. أشاعت مارشال الآيس كريم في إنجلترا وأماكن أخرى في وقت كان لا يزال فيه جديدًا، وغالبًا ما تُعتبر مخترعة الآيس كريم الحديث. من خلال عملها، يُعتقد أنها كانت مسؤولة إلى حد كبير عن مظهر وشعبية الآيس كريم اليوم.
من غير المعروف متى وأين تعلمت مارشال الطبخ لأول مرة، تشير الكتابات القليلة اللاحقة إلى أنها تعلمت من الطهاة في إنجلترا وفرنسا والنمسا. بدأت حياتها المهنية في عام 1883 من خلال تأسيس مدرسة مارشال للطبخ، التي درست المأكولات الإنجليزية والفرنسية الراقية ونمت لتصبح مدرسة طهي شهيرة. كتبت مارشال أربعة كتب طهي لاقت استحسانًا كبيرًا، اثنان منهما مخصصان للآيس كريم والحلويات الأخرى. أدارت مارشال مع زوجها ألفريد مجموعة متنوعة من الأعمال التجارية المختلفة. منذ عام 1886 فصاعدًا، نشرت مجلتها الخاصة «الطاولة» والتي تضمنت وصفات أسبوعية ومقالات كتبتها مارشال عن مواضيع مختلفة جادة وتافهة على حد سواء. كان لدى مارشال اهتمام كبير بالتكنولوجيا، وكانت من أوائل المتابعين للتقنيات الجديدة، وكثيرًا ما كتبت عن تنبؤاتها الخاصة بالمستقبل، واخترعت العديد من الأجهزة الجديدة.
على الرغم من أنها كانت واحدة من أشهر الطهاة في عصرها وواحدة من أبرز كُتّاب الطبخ في العصر الفيكتوري لكن نُسيت مارشال سريعًا بعد وفاتها إلى حد كبير حتى اكتسبت شهرة مرة أخرى في أواخر القرن العشرين. التكنولوجيا التي اخترعتها أو أسستها مارشال، بما في ذلك مجمد الآيس كريم، وفكرة صنع الآيس كريم باستخدام النيتروجين السائل، أعيد نشرها منذ ذلك الحين.

## حياتها الشخصية
ساد الاعتقاد لسنوات أن أغنيس بيرثا سميث ولدت في 24 أغسطس 1855 في والثامستو، إسيكس، وكانت ابنة جون سميث، الذي كان يعمل كاتبًا، ووالدتها سوزان.
اكتشفت الأبحاث الحديثة أنها كانت أكبر بثلاث سنوات مما زُعم، وتظهر شهادة ميلادها أنها ولدت في الواقع في 24 أغسطس 1852 في هاغرستون، في الطرف الشرقي من لندن، باسم أغنيس بيير سميث، الابنة غير الشرعية لسوزان سميث. سُجلت ولادتها بالطريقة العرفية للولادات غير الشرعية تحت اسم عائلة والدتها، مع إعطاء اسم الأب «بيير» كاسم إضافي. ربتها جدتها لأمها، سارة سميث، في والثامستو، ويمكن العثور على اسمها ومعلومات حياتها في الإحصاء الرسمي للسكان لعام 1861.
ثم أنجبت والدتها سوزان ثلاثة أطفال غير شرعيين من رجل يدعى تشارلز ويلز: ماري سارة ويلز سميث (1859)، وجون أوزبورن ويلز سميث (1863) وأدا مارثا ويلز سميث (1868). تزوجت سوزان وتشارلز ويلز في عام 1869، وبعد ذلك تجاهل الأبناء لقب سميث.
لا يوجد أي معلومات معروفة عن كيف وأين ومتى تعلمت الطبخ. وفقًا لمقال لاحق في جريدة جازيت بال مول «درست الطهي دراسة شاملة منذ أن كانت طفلة، وعملت في باريس ومع الطهاة المشهورين في فيينا». في مقدمة كتابها الأول، كتبت مارشال أنها تلقت «تدريبًا عمليًا ودروسًا خلال عدة سنوات من السلطات الإنجليزية والقارية الرائدة». لكن من غير المرجح صحة هذه المعلومات؛ لأنها تأتي من خلفية فقيرة في الطرف الشرقي من لندن، وتصفها شهادة ميلاد ابنتها إثيل عام 1878 بأنها خادمة منزلية. بحسب الإحصاء الرسمي للسكان في عام 1871، كانت تبلغ من العمر ثمانية عشر عامًا، ولدت في والثامستو، وتعمل خادمة مطبخ في أيوت سانت لورانس، هيرتس.
في أبريل 1878، أنجبت أغنيس بيير سميث الخادمة المنزلية، ابنتها إثيل دويل سميث، في دالستون وتشير شهادة الميلاد إلى أن اسم الأب كان دويل، وليس مثلما افتُرض عمومًا أنها كانت ابنة زوجها المستقبلي. بعد بضعة أشهر، في 17 أغسطس 1878، تزوجت من ألفريد ويليام مارشال، ابن عامل بناء يدعى توماس مارشال، في كنيسة سانت جورج، ميدان هانوفر. كان للزوجين ثلاثة أطفال: أغنيس ألفريدا (التي تُدعى آغي، مواليد 1879)، وألفريد هارولد (مواليد 1880) وويليام إدوارد المولود عام 1882. نشأت ابنتها إثيل كواحدة من العائلة، وفي وقت غير معروف تمامًا غيرت أغنيس اسمها الثاني إلى بيرثا.